# Dialeurodes punctata
Dialeurodes punctata là một loài côn trùng cánh nửa trong họ Aleyrodidae, phân họ Aleyrodinae.
Dialeurodes punctata được Corbett miêu tả khoa học đầu tiên năm 1933.